# Miss Mundo 2018
Miss Mundo 2018,  a 68ª edição concurso Miss Mundo, foi realizado em 8 de dezembro de 2018 na Sanya City Arena em Sanya, China. Manushi Chhillar, da Índia, coroou sua sucessora Vanessa Ponce, do México, no final do evento. Ela é a primeira mulher mexicana a ganhar o Miss Mundo. 188 candidatas de todo o mundo competiram pelo título.

## Histórico

### O anúncio da cidade-sede
Em março de 2018, a presidente do Miss Mundo, Julia Morley, assinou o contrato com Jiajun Li, presidente da empresa New Silk Road, para sediar mais uma vez as finais do Miss Mundo na China.

### Polêmica com a Miss Venezuela
Em agosto de 2018 foi anunciado que Veruska Ljubisavljevic a Miss Venezuela, então com 27 anos de idade, havia sido eliminada do concurso por nao cumprir os requisitos de idade (a idade limite do concurso é de 26 anos). No entanto, dias depois a própria miss anunciou em seu Instagram que tinha entrado na Justiça para garantir seu direito de ir representar a Venezuela na China. Pondo fim à questão, em setembro de 2018 a Organização Miss Mundo anunciou que abriu uma exceção para Veruska pois entendeu a dificuldade que seria o processo de escolha de uma nova Miss Venezuela.

### Desistências e retornos
| Desistiram | Cabo Verde, Costa do Marfin, Fiji, Guiné, Israel, Libéria, Macau-China , Romênia, Seicheles, Suécia, Tunísia e Uruguai             | Cabo Verde, Costa do Marfin, Fiji, Guiné, Israel, Libéria, Macau-China , Romênia, Seicheles, Suécia, Tunísia e Uruguai             |
| Retornaram | Barbados, Belarus, Guiné Bissau, Haiti, Letônia, Luxemburgo, Malásia, Martinica, Porto Rico, República Tcheca, Serra Leoa e Uganda | Barbados, Belarus, Guiné Bissau, Haiti, Letônia, Luxemburgo, Malásia, Martinica, Porto Rico, República Tcheca, Serra Leoa e Uganda |

## Resultados
| Resultado final         | Candidata |
| ----------------------- | --- |
| Miss Mundo 2018         | México - Vanessa Ponce de León |
| 2º lugar                | Tailândia - Nicolene Limsnukan |
| Finalistas (Top 5)      | Bielorrússia - Maryia Vasilech · Jamaica - Kadijah Robinson · Uganda - Quiin Abenakyo |
| Semifinalistas (Top 12) | Escócia - Linzi Mclelland · França - Maëva Coucke · Mauritânia - Larissa Segarel · Ilhas Maurícias - Murielle Ravina · Nepal - Shrinkhala Khatiwada · Nova Zelândia - Jessica Tyson · Panamá - Solaris Barba |
| Semifinalistas (Top 30) | África do Sul - Thulisa Keyi · Bangladesh - Jannatul Ferdous · Barbados- Ashley Lashley · Bélgica - Angeline Flor Pua · Chile - Anahí Hormazábal · China - Mao Peirui · Estados Unidos - Marisa Butler · Índia - Anukreethy Vas · Indonésia - Alya Nurshabrina · Irlanda do Norte - Katharine Walker · Ilhas Cook - Reihanna Koteka-Wiki · Japão – Kanako Date · Malásia - Larissa Ping · Nigéria - Anita Ukah · Rússia - Natalya Stroeva · Singapura - Vanessa Peh · Venezuela - Veruska Ljubisavljević · Vietname - Trần Tiểu Vy |

- México venceu o Miss Mundo pela primeira vez
- Tailândia foi vice-Miss Mundo pela primeira vez na história.

## Rainhas Continentais
| Continente | Candidata                         |
| ---------- | --------------------------------- |
| África     | - Uganda – Quiin Abenakyo         |
| Américas   | - Panamá – Solaris Barba          |
| Ásia       | - Tailândia – Nicolene Limsnukan  |
| Caribe     | - Jamaica – Kadijah Robinson      |
| Europa     | - Bielorrússia – Maria Vasilevich |
| Oceania    | - Nova Zelândia – Jessica Tyson   |

## Candidatas
| País/Território               | Candidata                            | Idade |
| ----------------------------- | ------------------------------------ | ----- |
| África do Sul                 | Thulisa Keyi                         | 26    |
| Albânia                       | Nikita Preka                         | 22    |
| Alemanha                      | Christine Annabelle Keller           | 24    |
| Angola                        | Nelma Tchissola Ferreira             | 20    |
| Argentina                     | María Victoria Soto Bianchi          | 25    |
| Armênia                       | Arsena Zeynalyan                     | 25    |
| Aruba                         | Nurianne Arias Helder                | 24    |
| Austrália                     | Taylah Cannon                        | 23    |
| Áustria                       | Izabela Ion                          | 24    |
| Bahamas                       | Brinique Gibson Johnson              | 22    |
| Bangladesh                    | Jannatul Ferdous Oishi               | 18    |
| Barbados                      | Ashley Lashley Brathwaite            | 19    |
| Bélgica                       | Angeline Flor Pua                    | 23    |
| Belize                        | Jalyssa Lynn Arthurs                 | 18    |
| Belarus                       | Maryia Vasilech                      | 21    |
| Bolívia                       | Vanessa Vargas Gonzáles              | 22    |
| Bósnia e Herzegovina          | Anđela Paleksić                      | 20    |
| Botsuana                      | Moitshepi Elias                      | 24    |
| Brasil                        | Jéssica Souza de Carvalho            | 22    |
| Bulgária                      | Kalina Vasileva Miteva               | 19    |
| Camarões                      | Aimée Caroline Nseke                 | 22    |
| Canadá                        | Hanna Begovic                        | 19    |
| Cazaquistão                   | Ekaterina Valerevna Dvoretskaya      | 20    |
| Chile                         | Anahí Hormazábal Garay               | 21    |
| China (Republica Popular da ) | Mao Peirui                           | 26    |
| Chipre                        | Adriánna Fiakká                      | 19    |
| Colômbia                      | Laura Osorio Hoyos                   | 22    |
| Coreia                        | Bo Ah-Cho                            | 25    |
| Croácia                       | Ivana Mudnić Dujmina                 | 18    |
| Curaçao                       | Nazira Colastica                     | 18    |
| Dinamarca                     | Tara Ida Hashim Jensen               | 18    |
| Equador                       | Shirley Nicole Ocles Congo           | 21    |
| Egito                         | Omnia Mony Helal                     | 26    |
| El Salvador                   | Metzi Gabriela Solano Jiménez        | 27    |
| Escócia                       | Linzi Mclelland                      | 24    |
| Republica Eslovaca            | Dominika Grecová                     | 20    |
| Eslovênia                     | Lara Kalanj                          | 18    |
| Espanha                       | Amaia Izar Leche Larumbe             | 21    |
| Estados Unidos                | Marisa Paige Butler                  | 24    |
| Etiópía                       | Soliyana Abayneh                     | 22    |
| Filipinas                     | Katarina Sonja Artigas Rodriguez     | 26    |
| Finlândia                     | Jenny Julia Lappalainen              | 23    |
| França                        | Maëva Coucke Wagon                   | 24    |
| Gales                         | Bethany Harris                       | 20    |
| Gana                          | Nana Ama Korkor Benson               | 23    |
| Geórgia                       | Nia Tsivtsivadze                     | 24    |
| Gibraltar                     | Star Isabel Farrugia                 | 22    |
| Grécia                        | Maria Lepida                         | 20    |
| Guadalupe                     | Morgane Thérésine                    | 22    |
| Guam                          | Gianna Hunter Camacho Sgambelluri    | 18    |
| Guatemala                     | Paola Elizabeth Gramajo Arreaga      | 22    |
| Guiné Bissau                  | Rubiato «Ruby» Nhamajo               | 23    |
| Guiné Equatorial              | Silvia Adjomo Ndong Ada              | 20    |
| Guiana                        | Ambika Gavina Ramraj                 | 19    |
| Haiti                         | Stephie Mona Morency                 | 26    |
| Honduras                      | Suany Dayana Sabillón Murillo        | 23    |
| Hong Kong,China               | Heng Wing-Wong                       | 25    |
| Hungria                       | Andrea Szarvas                       | 20    |
| Índia                         | Anukreethy Vas                       | 19    |
| Indonésia                     | Alya Nurshabrina Samadikun           | 22    |
| Inglaterra                    | Alisha Cowie May                     | 19    |
| Irlanda                       | Aoife O'Sullivan                     | 23    |
| Irlanda do Norte              | Katharine Walker                     | 23    |
| Islândia                      | Erla Alexandra Ólafsdóttir           | 24    |
| Ilhas Cayman                  | Kelsie Woodman-Bodden                | 22    |
| Ilhas Cook                    | Reihanna Maire Koteka-Wiki           | 26    |
| Ilhas Virgens Britânicas      | Yadali Thomas Santos                 | 22    |
| Itália                        | Nunzia Amato                         | 21    |
| Jamaica                       | Kadijah Robinson                     | 23    |
| Japão                         | Kanako Date                          | 21    |
| Laos                          | Kadoumphet Xaiyavong                 | 21    |
| Lesoto                        | Rethabile Gladys Thaathaa            | 21    |
| Letônia                       | Daniela Gods-Romanovska              | 21    |
| Líbano                        | Mira Al-Toufaily                     | 26    |
| Luxemburgo                    | Cassandra Lopes Monteiro             | 18    |
| Madagascar                    | Miantsa Valisoa Randriambelonoro     | 20    |
| Malásia                       | Larissa Ping Liew                    | 19    |
| Malta                         | Maria Ellul                          | 24    |
| Martinica                     | Larissa Isabelle Segarel             | 20    |
| Maurício                      | Anne Murielle Ravina                 | 22    |
| México                        | Silvia Vanessa Ponce de León Sánchez | 26    |
| Moldova                       | Tamara Zaretskaya                    | 21    |
| Mongólia                      | Enkhriimaa Erdenebaatar              | 21    |
| Montenegro                    | Natalija Gluščević                   | 18    |
| Myanmar                       | Han Thi Thet Lwin                    | 21    |
| Nepal                         | Shrinkhala Khatiwada                 | 23    |
| Nicarágua                     | Yoselin Sobeyda Gómez Reyes          | 23    |
| Nigéria                       | Anita Ukah                           | 23    |
| Noruega                       | Madelen Susan Michelsen              | 19    |
| Nova Zelândia                 | Jessica «Jess» Elizabeth Tyson       | 25    |
| Países Baixos                 | Leonie Hesselink                     | 26    |
| Panamá                        | Solaris De la Luna Barba Cañizales   | 19    |
| Paraguai                      | Maquenna Mayra Gaiarin Díaz          | 22    |
| Peru                          | Clarisse Luciana Uribe Cruces        | 22    |
| Polônia                       | Agata Biernat                        | 28    |
| Porto Rico                    | Dayanara Martínez Rosado             | 25    |
| Portugal                      | Carla Rodrigues                      | 25    |
| Quênia                        | Finali Galaiya                       | 24    |
| República Dominicana          | Denise Margarita Romero Franjul      | 24    |
| República Tcheca              | Kateřina Kasanová                    | 19    |
| Ruanda                        | Liliane Iradukunda                   | 19    |
| Rússia                        | Natalya Vladilenovna Stroeva         | 19    |
| Senegal                       | Aïssatou «Ashley» Filly              | 22    |
| Serra Leoa                    | Sarah Laura Tucker                   | 24    |
| Sérvia                        | Ivana Trišić                         | 24    |
| Singapura                     | Vanessa Annelise Peh Ting Ting       | 23    |
| Sri Lanka                     | Nadia Maria Gyi                      | 18    |
| Sudão do Sul                  | Florence Thompson                    | 19    |
| Tailândia                     | Nicolene Pichapa Limsnukan           | 20    |
| Tanzânia                      | Queen Elizabeth William Makune       | 22    |
| Trinidad e Tobago             | Ysabel Amara Samnadda Bisnath        | 26    |
| Turquia                       | Şevval Şahin                         | 19    |
| Ucrânia                       | Leonila Yurevna Guz                  | 19    |
| Uganda                        | Quiin Abenakyo                       | 22    |
| Venezuela                     | Veruska Ljubisavljević               | 27    |
| Vietnã                        | Trần Tiểu Vy                         | 18    |
| Zâmbia                        | Musa Kalaluka Mukuwa                 | 20    |
| Zimbábue                      | Hajirah Belinda Potts                | 21    |